# Список умерших в 617 году

## Дата смерти неизвестна или требует уточнения
- Баян II, аварский и болгарский князь (каган) группы племён, обитавших в Северном Причерноморье (602—617).
- Ван Тун, китайский философ и политический мыслитель.
- Венделин, католический и местночтимый православный святой, миссионер и игумен, проповедовавший в юго-западных областях Германии.
- Иоанн Компсин, руководитель восстания против византийского императора Ираклия I в 615/616—616/617 годах.
- Кередиг ап Гваллог, король Элмета (586—616).
- Мевенн Бретонский, святой Римско-Католической Церкви, монах.
- Смбат IV, армянский князь из династии Багратуни.
- Солатий, епископ Кёльна.